# Immortalité à vendre
Pour les articles homonymes, voir À vendre.
Immortalité à vendre (titre original : Buying Time aux États-Unis et The Long Habit of Living en Grande-Bretagne) est un roman de Joe Haldeman publié en langue originale en 1989 puis en France en 1991.
Une adaptation en bande dessinée a été proposée par Marvano sous le titre Dallas Barr.